# سارا هامر
سارا هامر (انگلیسی: Sarah Hammer؛ زادهٔ ۱۸ اوت ۱۹۸۳) یک دوچرخه‌سوار زن اهل ایالات متحده آمریکا است.
وی در مسابقات بین‌المللی در مجموع برندهٔ ۸ مدال طلا، ۸ مدال نقره، ۲ مدال برنز شده‌است.